# 俵元 (弘前市)
俵元（たわらもと）は、青森県弘前市の地名。郵便番号は036-8041。

## 地理
JR奥羽本線沿い西側に位置する住宅街で一丁目と二丁目がある。北東は堅田、東から南にかけて松ケ枝、奥羽本線をはさんで南西から北にかけて東和徳町に接する。

## 沿革
- 1985年以降 - 和徳町と周囲の町から分離し、成立。

## 世帯数と人口
2017年（平成29年）6月1日現在の世帯数と人口は以下の通りである。
| 丁目       | 世帯数  | 人口  |
| ---------- | ------- | ----- |
| 俵元一丁目 | 105世帯 | 211人 |
| 俵元二丁目 | 79世帯  | 167人 |
| 計         | 184世帯 | 378人 |

## 施設

### 商業
- 福士石材店
- ジャムフレンドクラブ弘前

### 工業
- 荒関鉄工所

### 公共
- 本和徳町集会所

## 小・中学校の学区
市立小・中学校に通う場合、学区は以下の通りとなる。
| 町丁       | 番・番地 | 小学校             | 中学校           |
| ---------- | -------- | ------------------ | ---------------- |
| 俵元一丁目 | 全域     | 弘前市立和徳小学校 | 弘前市立東中学校 |
| 俵元二丁目 | 全域     | 弘前市立和徳小学校 | 弘前市立東中学校 |

## 交通
- 弘南バス

本和徳町集会所前（ミニバス 弘前バスターミナル - さくら団地線）停留所。